# Rafael de Ribot i Torroella
Rafael de Ribot i Torrella (Girona, 1966) és un periodista català. President del Consell de la Informació de Catalunya. Col·labora habitualment amb diferents mitjans de comunicació com a analista. És professor a la Facultat de Comunicació Blanquerna, a la Universitat Ramon Llull.
Ha estat director de COM Ràdio i Director General de l'Agència de Comunicació Local des d'on va impulsar la creació de La Xarxa on va assumir la direcció de continguts. També ha estat director d'antena i continguts de Barcelona FM. Anteriorment habia ocupat la direcció general d'Octubre Produccions. També va ser el director d'El Singular Digital, en substitució de Toni Aira.
Va ésser editor i presentador del programa La nit a RAC 1 del setembre del 2007 al juliol del 2009. Ha dirigit i presentat l'informatiu Catalunya nit de Catalunya Ràdio. Va formar part del primer Consell Professional de l'emissora. També ha estat cap de redacció d'informatius de TVC.